# Accident d'un C-82 de l'armée américaine dans le massif du Sancy
L'accident d'un C-82 de l'armée américaine dans le massif du Sancy est un crash aérien survenu le 13 novembre 1951 entre le Chambon-sur-Lac, le Mont-Dore et Besse, dans le département du Puy-de-Dôme. Les 36 occupants de l'appareil (32 passagers et 4 membres d'équipage) sont morts,.
L'appareil, un bimoteur Fairchild C-82 Packet reliait la base Rhein-Main, près de Francfort à Bordeaux avec 36 militaires à son bord. Il s'est écrasé sur le plateau de Durbise, à 1700 mètres d'altitude en raison du très épais brouillard.
Il faudra deux jours de recherche avant de retrouver l'épave de l'appareil. L’enquête menée par l’US Air Force conclura à une erreur de pilotage liée à un réglage incorrect de l’altimètre.
Les deux autres appareils qui suivaient la même route se sont eux posés sans encombre à Bordeaux.

## Sources et références
1. ↑  (en-US) lornajarrettblanchard, « 1951 — Nov 13, USAF C-82 “Flying Boxcar” crashes into Puy de Sancy Mt., France –all 36 – Deadliest American Disasters and Large-Loss-of-Life Events », 13 novembre 1951 (consulté le 22 janvier 2025)
2. ↑  Jean-Baptiste Ledys, « Puy-de-Dôme : le 13 novembre 1951, un avion de transport militaire américain s’écrasait sur le plateau de Durbise », sur lamontagne.fr, 4 janvier 2018
3. ↑  « Crash of a Fairchild C-82A-FA Packet near Le Mont-Dore: 36 killed | Bureau of Aircraft Accidents Archives », sur www.baaa-acro.com (consulté le 22 janvier 2025)
4. ↑  Thibault Fouris, « 13 novembre 1951, crash dans le massif du Sancy », sur tf630.fr (consulté le 18 mai 2025)
5. ↑  « Deux autres appareils américains auraient évité de peu le sort du C-82 », Le Monde,‎ 19 novembre 1951 (lire en ligne, consulté le 22 janvier 2025)